# Caso Fernández Barrueco
El Caso Fernández Barrueco se relaciona con el escándalo que rodea a Ricardo Fernández Barrueco, un empresario cercano a Hugo Chávez, pero también está vinculado a otros empresarios cercanos al gobierno de Chávez.

## Historia
Barrueco originalmente tenía una pequeña empresa de camiones. Durante el paro general en Venezuela de 2002-2003, ayudó al gobierno poniendo sus camiones a disposición para la distribución de alimentos. La red de transportes se convirtió más tarde en Mercal y Ricardo Fernández Barrueco se enriqueció. En 2009, Fernández adquirió la empresa Digitel GSM de Oswaldo Cisneros por 800 millones de dólares.
En septiembre y octubre de 2009, Fernández lideró un grupo inversor que quería hacerse cargo de cuatro bancos: Canarias, Confederado, Bolívar y BanPro. A fines de 2009, Fernández fue arrestado por fraude. Sus bancos fueron tomados por el gobierno durante la Crisis bancaria de 2009 en Venezuela. También fue detenido otro empresario y exmilitar, Arné Chacón Escamillo, hermano del ministro Jesse Chacón y multimillonario en años. El ministro Jesse Chacón tuvo que renunciar, pero negó que supiera cómo su hermano había llegado a su riqueza. El Caso Fernández Barrueco fue sobreseido en 2014.